# Жучковецька сільська рада
Жучкове́цька сільська́ ра́да — адміністративно-територіальна одиниця та орган місцевого самоврядування у Хмельницькому районі Хмельницької області. Адміністративний центр — село Жучківці.

## Загальні відомості
- Територія ради: 23,22 км²
- Населення ради: 818 осіб (станом на 2001 рік)
- Територією ради протікає річка Смотрич

## Населені пункти
Сільській раді були підпорядковані населені пункти:
- с. Жучківці
- с. Олешківці

## Склад ради
Рада складалася з 15 депутатів та голови.
- Голова ради: Тащук Віктор Олександрович
- Секретар ради: Дуна Валентина Василівна

### Керівний склад попередніх скликань
| Прізвище, ім'я, по батькові | Основні відомості                                                             | Дата обрання | Дата звільнення |
| --------------------------- | ----------------------------------------------------------------------------- | ------------ | --------------- |
| Тащук Віктор Олександрович  | Сільський голова, 1951 року народження, освіта вища, безпартійний             | 26.03.2006   | 31.10.2010      |
| Тащук Віктор Олександрович  | Сільський голова, 1951 року народження, освіта вища, член партії Єдиний Центр | 31.10.2010   |                 |

Примітка: таблиця складена за даними сайту Верховної Ради України

### Депутати
За результатами місцевих виборів 2010 року депутатами ради стали:

#### За суб'єктами висування
| Суб'єкт висування | Кількість обраних депутатів | %    |
| ----------------- | --------------------------- | ---- |
| Самовисування     | 11                          | 73,3 |
| Народна партія    | 4                           | 26,7 |

#### За округами
| № округу       | Прізвище, ім'я, по батькові      | Дата визнання обраним | Освіта             | Партійна приналежність                        | Відомості про обраного депутата                 |
| -------------- | -------------------------------- | --------------------- | ------------------ | --------------------------------------------- | ----------------------------------------------- |
| Народна Партія |                                  |                       |                    |                                               |                                                 |
| 2              | Загуровський Вячеслав Генріхович | 01.11.2010            | вища               | член Народної партії                          | ВП агрофірма «Хлібороб», головний інженер       |
| 9              | Віт Петро Васильович             | 01.11.2010            | середня            | член Народної партії                          | ВП агрофірма «Хлібороб», завідувач складу       |
| 10             | Валівоць Оксана Василівна        | 01.11.2010            | середня            | член Народної партії                          | ВП агрофірма «Хлібороб», телятниця              |
| 11             | Віт Олександр Іванович           | 01.11.2010            | середня            | член Народної партії                          | ВП агрофірма «Хлібороб», тракторист             |
| Самовисування  |                                  |                       |                    |                                               |                                                 |
| 1              | Пукас Зофія Францівна            | 01.11.2010            | середня            | член Всеукраїнського об'єднання «Батьківщина» | Жучковецька сільська рада, соціальний працівник |
| 3              | Бондар Аліна Миколаївна          | 01.11.2010            | середня            | член Всеукраїнського об'єднання «Батьківщина» | тимчасово не працює                             |
| 4              | Федорчук Зінаїда Миколаївна      | 01.11.2010            | середня            | член Всеукраїнського об'єднання «Батьківщина» | пенсіонер                                       |
| 5              | Жмурко Людмила Іванівна          | 01.11.2010            | середня спеціальна | позапартійна                                  | Жучковецька сільська рада, головний бухгалтер   |
| 6              | Дуна Валентина Василівна         | 01.11.2010            | середня спеціальна | позапартійна                                  | Жучковецька сільська рада, секретар             |
| 7              | Іванова Галина Василівна         | 01.11.2010            | середня спеціальна | член Всеукраїнського об'єднання «Батьківщина» | фельдшерський пункт с. Олешківці, завідувачка   |
| 8              | Василишина Галина Леонідівна     | 01.11.2010            | середня спеціальна | член Політичної партії «Фронт Змін»           | Жучковецька бібліотека, завідувачка             |
| 12             | Загуровський Іван Феліксович     | 01.11.2010            | середня            | позапартійний                                 | пенсіонер                                       |
| 13             | Андрущишин Едмунд Казимирович    | 01.11.2010            | середня            | позапартійний                                 |                                                 |
| 14             | Тащук Олександр Вікторович       | 01.11.2010            | вища               | позапартійний                                 | Хмельницький РВ УМВС, старший дільничий         |
| 15             | Чернецька Аделя Антонівна        | 01.11.2010            | середня            | член Всеукраїнського об'єднання «Батьківщина» | пенсіонер                                       |